# Angel in Disguise (canção dos Musiqq)
Angel in Disguise é uma canção da banda Musiqq. Eles representaram a Letónia no Festival Eurovisão da Canção 2011 na segunda semi-final, terminando em 17º lugar com 25 pontos, não conseguindo passar à final.